# 辩证逻辑
辯證邏輯（Dialectical Logic），是在黑格尔和马克思主义哲学中辩证法部分中，发展起来的思想规律体系； 有观点认为辩证法特点为，拒绝经典逻辑中的无矛盾律， 旨在并补充或取代形式化的经典逻辑。 辩证逻辑和形式逻辑之间关系的确切性质在苏联和中国内部引起了激烈争论。与传统逻辑的抽象形式主义相反，马克思主义意义上的辩证逻辑被发展为运动和变化的逻辑，用于考察具体形式。
也有观点认为，辩证法家的主要共识是辩证法不违反形式逻辑的无矛盾律，尽管已经尝试拒绝无矛盾律的次协调逻辑来研究辩证法。
中苏分裂期间，辩证逻辑在中国被用作马克思列宁主义的象征，反对苏联恢复形式逻辑。
近年来，中国的逻辑学家也对将辩证法形式化进行了有关研究， 涉及利用次协调逻辑,多值逻辑和相干逻辑 。

## 古代辯證邏輯學
在已知的散佈于世界各地的古代農業文明中，這種相互對立的矛盾邏輯和相容邏輯，常常被共容互滲在同一個思想體系內。比如，古代中國的“易經”，“道德經”，“孫子兵法”；古代印度的“奧義書”，“華嚴經”等等，以及古希臘普罗泰戈拉和高爾吉亞所代表的詭辯派。可是，在古希臘，無矛盾的亞裏士多德邏輯學取得了一邊倒的巨大優勢，使得與之對立的普罗泰戈拉的矛盾邏輯學說就失傳了，而且他的著作也被隨之焚燒掉了。由於缺乏有力的歷史依據，使得現在無法確認希臘人是否已經創造了完整體系的“古代辯證邏輯學”這一學科。古代中國的“易經”，“道德經”，古代印度的“奧義書”，“華嚴經”，皆可被視為完整體系的“古代辯證邏輯學”之一。

## 近代辯證邏輯學
黑格爾邏輯學是近代矛盾邏輯的代表性學說，他是近代辯證邏輯學之父，“近代辯證邏輯學”這一完整體系的學科，以獨立的分冊形式被明確地列入“黑格爾哲學全書”中。他和亞裏士多德邏輯學的最大不同是，對於邏輯矛盾，不是簡單地肯定一方而徹底否定對立的一方。比如，他在如何解決“生”和“死”這對矛盾雙方的時候，不像亞裏士多德邏輯那樣，在任何情況下，只有兩種可能的存在性，要么是“生”；要么是“死”。而是認為“生”和“死”同時存在同一體中，並且“生”和“死”之間的關係，決不是非此即彼；或者非彼即此這麼簡單，而是“在生的同時就埋下了死亡的種子”（黑格爾語）。他吸取了康德的“新三段論”的歷史邏輯學，認為處於最先自在階段的是“死”（即“未生”）；而處於自為階段的才是“生”（即“不死”）；“生”和“死”這對矛盾的現實調和則是處於最終的“自在自為”的階段，即現實中任何一個活的生命物種，這時“生”和“死”這對邏輯矛盾，最終在這一階段被和解在一個活的物種之中。類似地，“無”和“有”這對矛盾雙方，也是從最初“自在階段”的“無”；被其後的“自為階段”的“有”所否定；繼而再被“自在自為階段”的“無有”所否定，完成了整個“無”和“有”的矛盾終結過程。套用曹雪芹紅樓夢中詩句，就是“假作真時真亦假；無為有處有還無”。

## 黑格爾矛盾邏輯
黑格爾三段论由三个部分组成：正方、反方和合方。正方是邏輯預設的前提；反方是邏輯對立的前提；合方則是在逻辑上，从兩個相互對立的矛盾前提中揚棄而來的。
1.“自在”（肯定）         【矛單方/正命题】
2.“自為”（否肯定）       【盾單方/反命题】
3.“自在自為”（否否肯定） 【矛盾雙方統一體/合命题】
也可為述为：“自在”（肯定）-“自為”（否肯定）-“自在自為”（否否肯定）。

從每一個階段到另外一個階段的變化，不是間斷性的突變，都是漸變的過程，即他所稱的“逐漸的量變累積，才引發了瞬間飛躍的質變”過程。黑格爾從中抽象出了辯證邏輯的三大邏輯公理是：描述邏輯矛盾的“對立統一律”；描述邏輯矛盾相互轉化過程中躍變的“質量互變律”；描述對立雙方得到最終化解的“否否肯定律”。這三大辯證邏輯公理，都清楚地被表述在他的“大邏輯”著作或“小邏輯”著作中。

康德是“邏輯新三段論”的創始人，黑格爾直接從康德的過程邏輯（即康德的歷史邏輯）中繼承了明顯有別於亞裏士多德的舊三段論的“康德新三段論”：感性→悟性→理性；經驗→超驗→先驗；……。雖然黑格爾從康德邏輯學中獲得了大量的邏輯概念和邏輯規則，但是他也不乏勁其能事對康德加以譏諷。比如，康德曾經憤懣不平地說道：假如一個人要想對別人花費了數年，乃至更長時間才得以完成的理論學說，蜚短流長，說三道四，評頭論足，除非這個人起碼應該首先花很多時間來預先閱讀、學習和掌握了這種理論學說以及相關的著作之後。否則，這種信口開河淺薄的、流於個人狹隘經驗的批評，不會令作者感到愉快和氣順。黑格爾對此回覆的俏皮話是：“在沒有學會遊泳之前切勿冒險下水”。

## 经典逻辑和矛盾逻辑学的关系

### 邏輯學
邏輯學可以按下面方法分类：
- 按是否满足某些逻辑学规律，既 经典逻辑#特征，而分为 经典逻辑或非经典逻辑。
- 还可按是否是形式化的逻辑，而分为形式邏輯非形式邏輯。

下文中的词汇解释：
- 無矛盾邏輯學的对应的逻辑学术语为经典逻辑。
- 矛盾邏輯學属于非经典逻辑的中次协调逻辑。 在经典逻辑中，从矛盾中可以推导出任何东西；这叫做ex contradictione quodlibet（ECQ），也叫做爆炸原理。次协调逻辑， 拒绝无矛盾律，并且是ECQ不成立的逻辑系统。

### 亞里士多德邏輯學的三段論
亚里士多德逻辑又称为经典逻辑。 在傳統的無矛盾的经典邏輯中，它們的三段論都能夠形式化地表述成這種有效的論證形式:
P → Q，
Q → R，
所以, P → R。
用數理逻辑运算推理符号則可表述為：
{\displaystyle P\rightarrow Q}，
{\displaystyle Q\rightarrow R}，
{\displaystyle \vdash P\rightarrow R}。
或者表述為：
{\displaystyle (P\rightarrow Q)\wedge (Q\rightarrow R)\rightarrow (P\rightarrow R)}

布爾把亞裏士多德創立的傳統無矛盾经典邏輯予以形式化，產生了所謂的“布爾邏輯學”。黑格爾的辨证法形式化仍然在探索中。

### 矛盾邏輯學的三段論
在矛盾逻辑学中，P，Q，R，的定義是非重言式的，三者的逻辑定义都是各自独立的，完全不同的。其中，P和Q的逻辑定义是完全相反的；R的逻辑定义则兼备了P和Q的部分逻辑含义，但又不是二者逻辑定义的与，在R的逻辑定义中包含了P和Q的逻辑定义纠缠。黑格尔对此所创造的标准术语就是“R是对P和Q的扬弃”。
爲了突出P，Q，R三個邏輯對象在邏輯定义上的差异性，依次被重新表述為P，P，P'，這種矛盾邏輯學也正是凭借着这种逻辑上的非重言式，充分必要地保证了逻辑推理的由首至尾的进阶性。
在數理逻辑运算推理的中則可表述為：
{\displaystyle P\Rightarrow }P，
P{\displaystyle \Rightarrow P'}，
{\displaystyle \vdash P\Rightarrow P'}

或者表述為：
{\displaystyle (P\Rightarrow } P){\displaystyle \wedge } ( P {\displaystyle \Rightarrow P')\Rightarrow (P\Rightarrow P')}

## 康德的历史逻辑学新三段論和達爾文的物種進化論的关系
按照古希臘人的劃分，自然界的第一級結構可以看做是由無機界和有機界構成。
即  自然界=無機界∪有機界
亞裏士多德的無矛盾邏輯學可以很好地應用在無機自然界中；而黑格爾的矛盾邏輯學則能很好地應用於有機自然界中。20世紀量子物理學（原子物理學）的創始人玻爾，以及量子色動力學（強子物理學）的創建人之一的蓋爾曼，則認為矛盾邏輯學還可以用於詮釋和理解微觀無機界。
在生命物種的遺傳-變異在數理逻辑运算推理的中則可表述為：
{\displaystyle P}父代遺傳{\displaystyle \Rightarrow }P子代變異（即非父代非遺傳）,
P子代變異（即非父代非遺傳）{\displaystyle \Rightarrow P'}父代-子代雙重性的遺傳-變異（即非非父代的非非遺傳）,
{\displaystyle \vdash P}父代遺傳 {\displaystyle \Rightarrow P'}父代-子代雙重性的遺傳-變異（即非非父代的非非遺傳）。

全部自然科學的第一級劃分出的兩大領域，依次分別是揭示自然狀態的非生命科學和揭示自然過程的生命科學。不難發現“無矛盾邏輯學”能夠廣泛地應用在“非生命科學”中；而“矛盾邏輯學”能夠廣泛地應用在“生命科學”中。即使是非生命自然界的演化，由康德第一個提出來不同自然層次的各種“自然演化假說”：星球演化學，星系演化學，宇宙演化學，以及受到康德這種歷史邏輯學深刻影響的達爾文，提出與之相仿的生命物種演化學說，以及20世紀的地球生態圈的演化學說，無一不和這種矛盾邏輯學緊密相關。康德的偉大名言是：“給我物質，我將創造出整個宇宙星空，並指給你們看，這一切是如何發生的”！

## 黑格爾辯證邏輯學和馬列辯證邏輯學的關係
黑格爾辯證邏輯學的核心邏輯公理就是最終化解邏輯矛盾的“否否肯定律”，而所謂的“馬列辯證邏輯學”則是把描述邏輯矛盾的“對立統一律”放在首位，認為這才是辯證邏輯學的核心公理，並不把“否否肯定律”看作是一種化解邏輯矛盾的基本公理。相反，將它降低為“對立統一公理”的輔助性的規律。從理論上看，除了這一點不同於黑格爾邏輯學之外，其餘所有“馬列辯證邏輯學”的內容，一律都是對“黑格爾辯證邏輯學”的直接複製和翻版。至於馬列本人都不曾撰寫過有任何一本“矛盾邏輯學”著作，馬克思曾經說過一句眾所周知的話：“我是黑格爾的學生”。儘管黑格爾從來也不是他的老師，但是馬克思自認為是一名黑格爾的學生。馬克思不僅在青年時期是一個狂熱的黑格爾邏輯學（黑格爾矛盾邏輯學的簡稱）的粉絲，而且即使到了晚年依舊如此，他在生前所未能完成的“資本論”一書中聲稱，在資本論中最精彩、最得意的地方，有意賣弄著黑格爾所特有的風格云云。
對於“馬列辯證邏輯學”和“黑格爾辯證邏輯學”之間的本質上重大差別，馬列學派譴責“黑格爾辯證邏輯學”是一種“唯心辯證邏輯學”，而將本學派的“馬列辯證邏輯學”稱作為“唯物辯證邏輯學”以示不同。
綜合上述可知，沒有任何一個流派會把黑格爾辯證邏輯學和馬列辯證邏輯學混為一談，涇渭不分。

## 辯證邏輯學和當代科學的關係
物理學家玻爾創立了“舊量子力學”。他爲了理解原子世界中的電子的“波粒二象性”這種匪夷所思的現象，繼而率先提出了“互補原理”，以此來半定量地計算原子物理學中的電子運動規律。其次，美國加利福利亞州立大學伯克利分校的理論物理學教授卡普拉，當然熟知玻爾的思想，他寫了一本著作“物理學之道——現代物理學和東方神秘主義”，補充了玻爾的思想體系，把古代印度的奧義書的思想也一并納入進來，指出深受辯證邏輯學影響的蓋爾曼的強子結構假說就是出自印度的“八正道”的啓發。繼而讓人們可以從更加廣泛的一個視角來進一步認識和探索自然界的真理。
這種玻爾的“互補原理”的規律在數理逻辑运算推理的中則可表述為：
{\displaystyle P}粒子{\displaystyle \Rightarrow }P波,
P波{\displaystyle \Rightarrow P'}波-粒二象性,
{\displaystyle \vdash P}粒子 {\displaystyle \Rightarrow P'}波-粒二象性。
“正題的粒子”→“反題的波”→“合題的波-粒二象性”，定域性的“粒子”和非定域性的“波”這對矛盾，最終被揚棄在既有定域性又有非定域性的“波-粒二象性”中，再現了黑格爾的辯證邏輯規律。

## 康德歷史辯證邏輯學和弗洛伊德精神分析學的關係
弗洛伊德所創立的精神分析學，不僅是來自對精神病患者的長期的臨床經驗的理論總結，更是他在理論上對一個人完整一生的高度概括和總結。正是他詳細考察和研究一個人從出生到死亡的完整人生，才使得他從一個獨立的精神心裡領域，又再度重複構造出了康德的歷史辯證邏輯框架。他認為任何一個人的人格發展的歷史過程，或者任何完整人生的精神心理發展的歷史過程，必定要先後經歷三個不同的重要階段：即從最初母親子宮內腹中的胎兒，到剛剛哇哇墜地哭叫的哺乳期的嬰兒，處於還未接受超我強行同化壓迫的“本我（id）”階段；這時嬰兒只會發出啼哭的聲音，是純粹的原我的。很快就進入被“超我（superego）”階段強制同化和壓迫的階段，首先開始被母親這個超我對其灌輸咿呀學語，進入否定孩子的本我無語言的這種原我狀態，這種情形將一直不斷會續下去，一般女嬰需要經過長達一年、男嬰需要經過將近兩年的這種超我的壓迫后，才能掌握最初一些最簡單的語言，開始會和母親，以及周圍的人對話了。父母這種超我的壓迫狀態，隨後就快就被幼稚園和學校這種新的更強大的超我的壓迫所取代。一直持續到了初中階段，長期以來一直被超我所否定的本我，才逐漸醒悟過來，開始反抗家長和學校這種超我的壓迫，即家長和教師所責斥的“不聽話”或則“逆反行為”。青少年這種對超我的否定，就是正式邁入“自我(ego)”階段的明顯標誌，不再事事服從，在言行上均臣于服超我壓迫的指令，也就是俗稱的開始“成熟”的階段了。
弗洛伊德的這種人格發生發展的規律在數理逻辑运算推理的中則可表述為：
{\displaystyle P}本我{\displaystyle \Rightarrow }P超我,
P超我{\displaystyle \Rightarrow P'}自我,
{\displaystyle \vdash P}本我 {\displaystyle \Rightarrow P'}自我。
“正題的本我”→“反題的超我”→“合題的自我”，“本我”和“超我”這對矛盾，最終被揚棄在“自我”中，再現了黑格爾的辯證邏輯規律。

對於一個成年人，除了需要“一僕侍二主”：即侍服內部世界自主的“本我”和“自我”之外，還有侍服更強大的外部世界這種“超我”。因此，弗洛伊德認為只要是活在世上的人，都是程度不同的精神病患者，每個活人在扮演這種“一僕侍三主”的過程中，忙不過來，無法滿足“本我”、“自我”和“超我”三個主子需求的時候，就會陷於一種典型的精神病的狀態之中。

## 延伸閱讀
- 《精神分析概要》（An Outline of Psycho-Analysis / Abriß der Psychoanalyse，1940）